# شینجی هوسو
شینجی هوسو (انگلیسی: Shinji Hosoe؛ زادهٔ ۲۸ فوریهٔ ۱۹۶۷) آهنگساز اهل ژاپن است. وی از سال ۱۹۸۷ میلادی تاکنون مشغول فعالیت بوده‌است.